# Tatiana Andreoli
Tatiana Andreoli (Venaria Reale, 1 de enero de 1999) es una deportista italiana que compite en tiro con arco, en la modalidad de arco recurvo.
Ganó una medalla de bronce en el Campeonato Mundial de Tiro con Arco al Aire Libre de 2023, dos medallas en el Campeonato Europeo de Tiro con Arco al Aire Libre, en los años 2018 y 2022, y dos medallas en el Campeonato Europeo de Tiro con Arco en Sala de 2024. En los Juegos Europeos obtuvo dos medallas, oro en Minsk 2019 (individual) y bronce en Cracovia 2023 (equipo).
Participó en los Juegos Olímpicos de Tokio 2020, ocupando el séptimo lugar en la prueba por equipo.

## Palmarés internacional
| Campeonato Mundial al Aire Libre | Campeonato Mundial al Aire Libre | Campeonato Mundial al Aire Libre | Campeonato Mundial al Aire Libre |
| Año                              | Lugar                            | Medalla                          | Prueba                           |
| -------------------------------- | -------------------------------- | -------------------------------- | -------------------------------- |
| 2023                             | Berlín (Alemania)                | Medalla de bronce                | Equipo mixto                     |
| Juegos Europeos                  |                                  |                                  |                                  |
| Año                              | Lugar                            | Medalla                          | Prueba                           |
| 2019                             | Minsk (Bielorrusia)              | Medalla de oro                   | Individual                       |
| 2023                             | Cracovia (Polonia)               | Medalla de bronce                | Equipo                           |
| Campeonato Europeo al Aire Libre |                                  |                                  |                                  |
| Año                              | Lugar                            | Medalla                          | Prueba                           |
| 2018                             | Legnica (Polonia)                | Medalla de plata                 | Equipo                           |
| 2022                             | Múnich (Alemania)                | Medalla de bronce                | Equipo mixto                     |
| Campeonato Europeo en Sala       |                                  |                                  |                                  |
| Año                              | Lugar                            | Medalla                          | Prueba                           |
| 2024                             | Varaždin (Croacia)               | Medalla de oro                   | Individual                       |
| 2024                             | Varaždin (Croacia)               | Medalla de plata                 | Equipo                           |